# Motul (empresa)
A Motul é uma empresa produtora de lubrificantes para automóveis e motores com sede em Aubervilliers, na França. 
Fundada em 1853 em Nova Iorque com o nome de Swan & Finch. Em 1971, produziu o primeiro óleo de motor totalmente sintético.